# Castillo de la Asomada
El castillo de la Asomada se trata de una fortificación del carácter militar, construido sobre unos restos fenicios. Se encuentra en el puerto de la Cadena, un paso natural entre el campo de Cartagena y la vega del Segura. 
Situado en el municipio de Murcia, en la localidad de El Palmar. En cuanto a su localización cartográfica, se encuentra en Nº 934-1-5. 
Se encuentra situada en un estratégico lugar cercano a la pedanía de El Palmar (Murcia, Región de Murcia, España). Está enclavado en la cima del conocido cabezo del Puerto (532 metros). A sus pies se halla el puerto de La Cadena, paso de montaña que conecta el Campo de Cartagena con la Huerta de Murcia.

## Geografía
El castillo de la Asomada tiene un acceso que se da desde la autovía N-301, quedando a la altura del kilómetro 407 en sentido ruta Murcia-Cartagena. 
El entorno queda conformado por la cuenca natural de la Rambla del Puerto, siendo este el principal eje vertebrador de la zona. La actual autovía aporta una barrera arquitectónica al conjunto, que determina una segregación de dos subsectores, los cuales se encuentran incomunicados entre sí. Por un lado tendríamos el Portazgo, y por otro, el castillo de la Asomada. 
Toda esta área se encuentra delimitada en el interior del parque natural de Carrascoy - El Valle, creado mediante la Ley 4/1992 del 30 de julio, por la Ordenación y Protección del Territorio de la Región de Murcia. 
Varios senderos jalonan el bosque hasta su cima, siendo frecuentados por senderistas que aprovechan la panorámica sobre el valle del Segura que se aprecia desde la atalaya.

## Historia
El Cabezo del Puerto, que así es como se le conoce también al Castillo de la Asomada, es el único punto arqueológico que revela que la localidad de Murcia tuvo una ocupación anterior a la construcción de los castillos. 
Se trata de un edificio cuyos orígenes se remontan hasta la época islámica, posiblemente en torno al siglo XII, donde se gozaba de un esplendor de la taifa en la Región de Murcia. Se cree que a esta edificación también pudieron formar parte dos edificaciones más pequeñas que se encuentran a sus pies: el Castillo del Portazgo Inferior, que se trata de una edificación, también de carácter militar, situada en el Puerto de la Cadena. Junto con el Castillo del Portazgo Superior, otra de las edificaciones que se encuentra a los pies del Castillo de la Asomada, compone un complejo estratégico que ejercía un control de las comunicaciones. 
Su construcción se le fue atribuida a Ibn Mardanish, conocido como el rey Lobo. 
Se cree que los tres edificios, a pesar de tener una clara influencia musulmana, pudo haber pertenecido a una época bizantina, o que fuesen fruto de una reconstrucción. Las tres edificaciones que conforman el conjunto defensivo: fueron alzadas durante la época árabe en un mismo momento. Esta hipótesis se confirma debido a que las tres fortificaciones cuentan con una planimetría similar, así como los hallazgos de objetos realizados en cerámicas. 

## Arquitectura

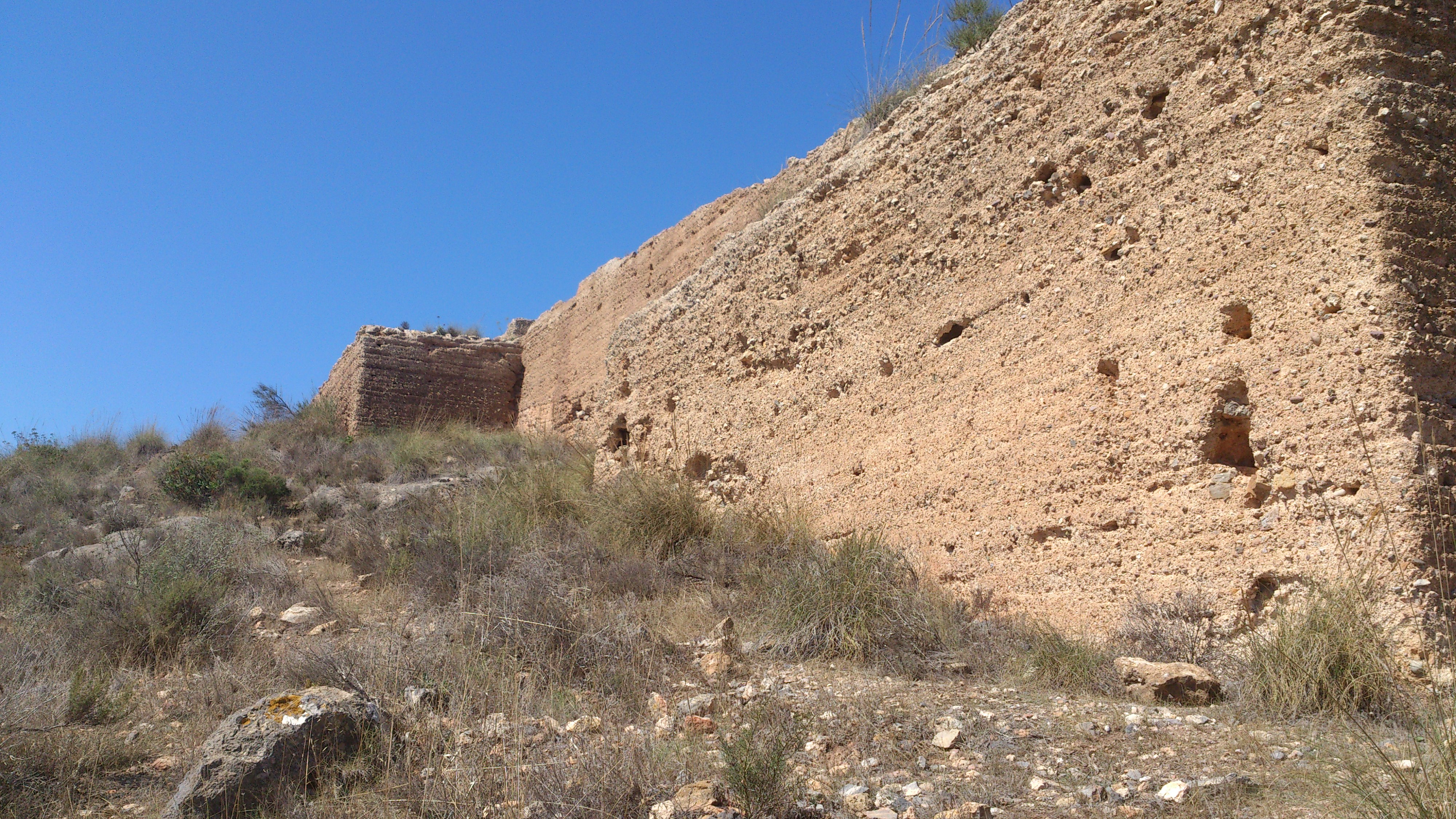
Muros del Castillo de la Asomada.

Cuenta con una planta rectangular, construida en tapial de argamasa delimitada por cuatro lienzos rectilíneos de muralla articulados por torres-contrafuertes rectangulares, tres a cada lado. En el interior del enorme conjunto, un gran patio de forma cuadrangular, flanqueado por dos cuerpos rectangulares que se dividen, a su vez, en lo que pudieron ser salas longitudinales. 
La posible entrada, estaba situada en el frente oriental, quedando definida por una de las torres. Al interior, no se conserva nada que pueda parecerse a arranques de bóveda, por lo que quizás, pueda tratarse de una obra arquitectónica que no fue terminada, cuya única parte construida fue la correspondiente a la del zócalo de nivelación del edificio.
En cuanto al sistema constructivo, vemos ese carácter musulmán en los zócalos levantados, realizados mediante un encofrado de argamasa, con la peculiaridad de que se apoya directamente sobre el emplazamiento. 
Se cree que La Asomada pudo ser una de esas “torres de esquina”, que no era más que una solución constructiva por la cual se sustituye el torreón cuadrangular en cada ángulo del edificio por dos torres rectangulares, cada una en un extremo de la muralla. 
Distintas investigaciones arqueológicas han identificado este castillo inconcluso como el posible panteón de los emires murcianos, aunque aún no ha sido posible determinar la estructura interna del panteón, así como tampoco se han encontrado en el recinto amurallado restos de enterramientos.
Lo que si sabemos a ciencia cierta, es que a través de los siglos estas murallas han constituido un importante punto de vigía desde la costa mediterránea hacia la ciudad de Murcia y que en la actualidad sigue siendo un símbolo representativo de la capital de la Región.

## Usos
El castillo del Portazgo Superior, puede afirmar que el conjunto se trata de un palacio fortificado. Este tipo arquitectónico era algo característico en el Mediterráneo Oriental, fechado en el siglo VIII, cuando los califas omeyas ordenaron la construcción de diversos palacios fortificados, inspirados en fortificaciones de origen bizantino. Estos palacios fortificados contaban con estancias en el interior, dando así una planta cuadrangular, amurallado y reforzando esas murallas mediante torres-contrafuertes. 
En cambio, se cree que el Castillo del Portazgo Inferior pudo haber servido como lugar donde albergar un jardín o un zoológico para animales exóticos, en este caso, importados de Oriente. 
En cuanto al Castillo de la Asomada, se cree que, a pesar de formar parte de ese conjunto palaciego, pudo haber sido relegado a ser un panteón de los emires murcianos, aunque no es posible determinar con exactitud esa estructura interna del panteón, y tampoco se han encontrado restos de enterramiento dentro del recinto amurallado. 
La hipótesis de que pudo haber sido un Panteón se encuentra en un texto poco conocido, datado en 1266, por parte de Jaime I de Aragón, donde indicaba que: “En la montaña donde se va a Cartagena enterraban a los reyes de Murcia, y en un peñón, Aben Hud reposa”. 
Estas palabras escritas pudieron identificar a ese peón como el Morrón del Puerto de la Cadena, donde se encuentra el Castillo de La Asomada. También podrían sostener la hipótesis de que se trata de un Panteón y no una edificación de carácter defensivo, decir que, se encontraba incompleto, y que algunos escritos de la época, como el caso de Abu Bark b. Jadu, último emir de Murcia, pudo haber desmontado y destruir el panteón en el año 1266, llevando consigo los restos de sus antepasados. 

## Valor Patrimonial
Si bien las tres construcciones cuentan solo con la planta y parte de los muros, al encontrarse en un emplazamiento al aire libre y de un acceso un tanto complicado, este bien no tiene una buena forma de ser conservado, por lo que no se han llevado a cabo ningún acto de llevar a cabo una reconstrucción de la fortificación, pues no se tiene una descripción exacta de cómo pudo haber sido. 
Puesto que las tres fortificaciones forman parte de una misma identidad cultural y cronológica, conformando un mismo conjunto arqueológico y monumental, resulta necesaria la delimitación de un único entorno común.  
La demarcación occidental y la inclusión de parte del monte contiguo al Cabezo del Puerto en el área de protección tiene una doble justificación: salvaguardar las cotas superiores del mencionado montículo, muy similares a las del Cabezo, donde se sitúa el castillo y preservar su ladera septentrional en cuya zona más baja se localizan los restos del acueducto. Se obtiene así una protección integral de la principal cuenca visual del conjunto articulada por la propia rambla y sus vertientes.
Por el Sur, la delimitación abarca una amplia superficie de monte público que llega hasta el camino de acceso y garantiza una completa protección visual de la ladera meridional del Cabezo del Puerto y su castillo. 